# Identificatiesyndroom
Identificatiesyndromen vormen een groep aan agnosie en wanen verwante verschijnselen die optreden bij psychische of neurologische aandoeningen. Ook wordt de afkorting DMS gebruikt (naar het Engelse delusional misidentification syndrome). De gemeenschappelijke factor van deze syndromen is dat iemand een persoon, dier, voorwerp of plaats wel waarneemt en herkent, maar over de identiteit ervan in verwarring raakt (misidentificatie).
Hoewel er specialisten zijn die deze syndromen als varianten van elkaar beschouwen, worden vaak de volgende vijf typen onderscheiden:
- Syndroom van Capgras: de overtuiging dat (meestal) een echtgenoot/echtgenote of familielid is vervangen door een identieke bedrieger.
- Syndroom van Frégoli: de overtuiging dat verschillende mensen dezelfde persoon in vermomming zijn.
- Intermetamorfose: de overtuiging dat bekenden in de omgeving hun identiteit ruilen, maar hetzelfde uiterlijk houden.
- Subjectieve dubbelganger: de overtuiging dat er een dubbelganger van de persoon zelf is die een zelfstandig bestaan leidt.
- Syndroom van Cotard: de persoon gelooft dat hij dood is of niet bestaat, of dat anderen dood zijn, of dat het lichaam is vervangen door een lijk. Dit verschijnsel kan optreden bij patiënten met een ernstige depressie.

De term identificatiesyndroom of identificatiestoornis wordt ook gebruikt in gevallen waarin iemand zich zo sterk met een andere persoon identificeert dat hij die persoonlijkheid als het ware overneemt. In hoeverre hier sprake is van een echte waan is niet eenvoudig te bepalen, omdat de patiënt doorgaans beseft dat zijn gedrag niet strookt met de realiteit. Ook in het jeruzalemsyndroom komen gevallen van overmatige identificatie voor.
Vergelijkbare verschijnselen kunnen zich ook voordoen met voorwerpen, bijvoorbeeld bij reduplicatieve paramnesie.